# Dubiażyn (gmina)
Dubiażyn (ros. Дубяжинская волость, lit. Dubiažyno valsčius) – dawna gmina wiejska istniejąca w latach 1861–1934 na Białostocczyźnie. Siedzibą gminy był Dubiażyn.

## Imperium Rosyjskie
Gmina zbiorowa Dubiażyn powstała w wyniku reformy struktur administracyjnych państwa rosyjskiego w 1861 roku. Była częścią powiatu bielskiego należącego (od 1843) do guberni grodzieńskiej. W 1890 roku gmina Rajsk obejmowała 70 miejscowości i zamieszkiwało ją 6638 osób.
29 kwietnia 1875 prawa miejskie utraciły Boćki, które jako miasteczko podległo administracji gminy Dubiażyn.
11 czerwca 1892 wszedł w życie nowy statut miejski, który ograniczył samorządność miejską, a na mocy którego wiele miast guberni grodzieńskiej zamieniono w miasteczka. Zdegradowane miasto Kleszczele podległo w następstwie statutu z czasem administracji gminy Dubiażyn.

## I wojna światowa
Podczas I wojny światowej gmina wraz z powiatem bielskim należała do okupowanego przez Niemcy Ober-Ostu (w okręgu Białystok), gdzie znacznie zmieniono granice oraz podział administracyjny powiatu bielskiego. Spośród jego 15 gmin, zachowano 9 i zniesiono 6, ponadto utworzono 10 nowych; zmieniły się też granice gmin:
- z południowej części gminy Dubiażyn wydorębniono nową gminę Kleszczele (także z części gminy Orla),
- wschodnie pasmo gminy Dubiażyn weszło w skład gminy Orla,
- zachodni fragment gminy Dubiażyn wszedł w skład nowej gminy Łubin,
- południowy fragment gminy Dubiażyn wszedł skład nowej gminy Milejczyce.

Podział ten w dużej mierze zachowano, kiedy powiat bielski przeszedł w sierpniu 1919 pod administrację polską.

## II Rzeczpospolita
W okresie międzywojennym gmina Dubiażyn  należała do powiatu bielskiego w nowo utworzonym województwie białostockim.
28 października 1919 z południowo-zachodniej części gminy Dubiażyn wyodrębniono miasteczko Boćki, któremu przywrócono status miasta (to samo zrobiono z Kleszczelami w gminie Kleszczele, które do 1915 znajdowały się w gminie Dubiażyn).
Według Pierwszego Powszechnego Spisu Ludności z 1921 roku gmina liczyła 33 miejscowości i 3499 mieszkańców (1804 kobiety i 1695 mężczyzn). Większość mieszkańców gminy w liczbie 1897 osób zadeklarowała narodowość białoruską (54% ogółu mieszkańców gminy). Pozostali podali kolejno narodowość: polską (1569 osób); żydowską (29 osób); rosyjską (3 osoby) oraz rusińską (1 osoba). Pod względem wyznaniowym dominowali prawosławni (3085 osób; 88% wszystkich mieszkańców); pozostali zadeklarowali kolejno wyznanie: rzymskokatolickie (344 osoby); mojżeszowe (53 osoby); adwentystyczne (11 osoba); ewangelickie (2 osoby); a pozostałe 4 osoby określone zostały w spisie jako „sektanci”.
16 października 1933 gminę Dubiażyn podzielono na 19 gromad: 
- Czechy (miejsc. Czechy),
- Dubiażyn (miejsc. Dubiażyn w., Bosianówka kol., Podbiele maj.),
- Dubno (miejsc. Dubno),
- Dydule (miejsc. Dydule, Oleksze),
- Dziecinne (miejsc. Dziecinne),
- Hredele (miejsc. Hredele),
- Gregorowce (miejsc. Gregorowce w., Gregorowce maj., Gregorowce st. kol. )
- Koszki (miejsc. Koszki),
- Kozły (miejsc. Kozły)
- Krasna Wieś (miejsc. Krasna Wieś, Krasna Wieś kol., Pasieka kol.)
- Lewki (miejsc. Lewki, Lewki kol., Lewki maj.),
- Mokre (miejsc. Mokre, Knorydy Podleśne maj., Dobromil maj, Dobromil  kol.),
- Moskiewce (miejsc. Moskiewce, Kruhle),
- Nurzec (miejsc. Nurzec, Kalejczyce maj.),
- Pawlinowo (miejsc. Pawlinowo w., Pawlinowo maj.),
- Rajki (miejsc. Rajki w.),
- Studziwody (miejsc. Studziwody),
- Szeszyły (miejsc. Szeszyły),
- Wólka (miejsc. Wólka w., Wólka kol.).

Gminę Dubiażyn  zniesiono z dniem 1 października 1934, a jej obszar wszedł w skład:
- nowej gminy Bielsk – gromady Dubiażyn, Kozły, Lewki, Mokre, Rajki i Studziwody,
- nowej gminy Boćki– gromady Dubno, Dziecinne, Krasna Wieś, Nurzec i Szeszyły,
- gminy Kleszczele – gromady Czechy, Dydule, Gregorowce, Moskiewce, Pawlinowo i Wólka,
- gminy Orla – gromady Hredele i Koszki.